# Ferdinand Trendelenburg
Ferdinand Carl Adolph Trendelenburg (* 25. Juni 1896 in Leipzig; † 19. November 1973 in Erlangen) war ein deutscher Physiker. Er gehörte zu den Pionieren der Elektroakustik. Von 1958 bis 1959 war er Präsident der Deutschen Physikalischen Gesellschaft.

## Leben
Trendelenburg wurde als Sohn des renommierten Leipziger Chirurgen Friedrich Trendelenburg, des letzten Leibarztes des sächsischen Königs Friedrich August III. geboren. Er war der jüngste von sechs Brüdern, unter ihnen Wilhelm Trendelenburg, Friedrich Trendelenburg, Ernst Trendelenburg und Paul Trendelenburg. Er lernte an der humanistischen Thomasschule zu Leipzig und absolvierte dort sein Abitur. Im Jahr 1914 begann er ein Studium der Physik und Mathematik an der University of Edinburgh. Im Ersten Weltkrieg diente er bei einem badischen Artillerieregiment, zuletzt als Offizier an der Westfront.
1919 setzte er seine Studien an der Friedrich-Wilhelms-Universität Berlin und an der Eberhard Karls Universität Tübingen fort. Er wurde 1922 bei Max Reich an der Georg-August-Universität Göttingen mit der Dissertation Die Wirkungsweise des Thermophones zum Dr. phil. promoviert. 1929 habilitierte er sich in Berlin und wurde Privatdozent. 1935 wurde er außerordentlicher Professor und 1940 Honorarprofessor für Physik. Als junger Wissenschaftler nahm er u. a. am berühmten Laue-Kolloquium am Physikalischen Institut in Berlin teil. 1949 wurde er Honorarprofessor für Physik an der Universität Freiburg und ab 1957 für elektrische Messmethoden in der Physik an der Technischen Hochschule München.
Hauptberuflich war er bis zu seiner Pensionierung 1962 bei der Siemens AG beschäftigt. Im Jahr 1933 wurde er wissenschaftlicher Leiter des Forschungslaboratoriums der Siemens & Halske-Werke in Berlin-Siemensstadt.
Ab Februar 1940 war er Stabsleiter der Arbeitsgemeinschaft Cornelius (AGC), die sich mit der Steuerung von Torpedos für das Kriegsministerium beschäftigte. Zu seinen Mitarbeitern gehörten u. a. Ernst-August Cornelius, Walther Gerlach, Abraham Esau, Otto Kraemer und Karl Küpfmüller. Von 1949 bis 1950 war er am Laboratoire de recherches balistiques et aéro-dynamiques in Weil am Rhein beschäftigt.
Nach dem Zweiten Weltkrieg baute er das Allgemeine Laboratorium der Siemens-Schuckertwerke in Erlangen auf. Dieses leitete er ab 1950 im Rang eines Direktors und Generalbevollmächtigten. 1958/59 war er Präsident der Deutschen Physikalischen Gesellschaft und von 1959 bis 1969 Mitglied des Senats der Max-Planck-Gesellschaft. Ab 1966 war er kommissarischer Leiter des Siemens-Archivs in München.
Trendelenburg war Mitherausgeber der Zeitschrift Ergebnisse der exakten Naturwissenschaften.

## Familie
Trendelenburg war mit Anna, gab. Brähler (1895–1993), verheiratet. Eines der vier Kinder war der Physiker Ernst Adolf Trendelenburg (1923–1989).

## Forschung
Neben Forschungen in der Akustik, für die er elektroakustische Messmethoden entwickelte, Fragen der Klangübertragung und Klanganalyse untersuchte und die er u. a. auch in der Kardiologie anwandte, befasste er sich auch mit vielen weiteren Gebieten der Angewandten Physik wie Strukturuntersuchungen mit Elektronenbeugung in der Werkstofftechnik.

## Mitgliedschaften
- 1937 Mitglied der Sektion Physik der Deutschen Akademie der Naturforscher Leopoldina
- 1959: korrespondierendes Mitglied der Mathematisch-Naturwissenschaftliche Klasse der Bayerischen Akademie der Wissenschaften

## Schriften
- Die Wirkungsweise des Thermophones. Dissertation, Göttingen 1922
- Handbuch der Physik. Band 8 – Akustik, Springer, Berlin 1927
- Klänge und Geräusche – Methoden und Ergebnisse der Klangforschung, Schallwahrnehmung, grundlegende Fragen der Klangübertragung. Springer, Berlin 1935
- Über die Ermittlung der Verschlußzeit der Stimmritze aus Klangkurven von Vokalen. De Gruyter, Berlin 1937
- Neuere Fragen der Klangforschung. Berlin 1938
- Einführung in die Akustik. Springer, Berlin 1939 (3. Auflage 1961)
- Fortschritte der physikalischen und technischen Akustik. Akademische Verlagsgesellschaft, Leipzig 1932 und 1934
- Aus der Geschichte der Forschung im Hause Siemens. VDI Verlag, Düsseldorf 1975